# La Pétrolette Oméga
La Pétrolette Oméga is een Frans historisch merk van motorfietsen. De Fransman Martial Bergeron ontwikkelde deze motorfiets in 1898, waarbij het motorblok in een fietsframe was gemonteerd. Hij had er een zeer ingewikkelde carburateur bij bedacht, die met liefst vier hendeltjes vanaf het stuur moest worden bediend. Dit was waarschijnlijk de oorzaak dat het niet of nauwelijks tot enige productie is gekomen.
La Pétrolette was daarvoor van 1893 tot 1897 de eerste motorfiets, die in serie werd geproduceerd.